# Пласа-Майор (Пальма)
39°34′17″ пн. ш. 2°39′07″ сх. д. / 39.57138889° пн. ш. 2.65194444° сх. д.
Пла́са-Майо́р або Головна площа (ісп. Plaza Mayor) — центральна площа у місті Пальма (Балеарські о-ви, Іспанія). Розташована в окрузі Центр у старому кварталі міста. До площі пролягають вулиці каррер-Сант-Мікель, Хайме II і каррер-Синдикат.
Поруч з площею розташовані церква святого Михаїла, Головний театр, церква святої Євлалії і будівля Муніципальної ради. Місце, де розташована площа, раніше займав давній монастир святого Філіпа Нері з декількома сусідніми будинками. До 1823 року тут розміщувалася резиденція Інквізиції. З моменту знесення резиденції Інквізиції минуло 10 років перш, ніж почалися роботи з проектування площі, які завершились не пізніше 1838 року. Роботи тривали і в XX столітті, коли було збудовано підземний паркінг і торгові галереї.
Площа прямокутна у плані і облямована по периметру три- і чотириповерховими будівлями. З боку площі маркіза Пальмера розташовані зразки каталонського модерну початку XX ст. Будівля «Агіла», побудована з новаторським використанням металевих конструкцій, разом з будинком Фортеза-Рея (1909) демонструють рясно прикрашені фасади, на яких виділяється поліхромна кераміка з мальоркської фабрики «Рокета».